# Cù lao An Hóa
Cù lao An Hóa nằm giữa sông Ba Lai, là một trong ba cù lao thuộc tỉnh Bến Tre.

## Lịch sử
Năm 1859, cù lao An Hóa nằm trong sở tham biện Kiến Hòa thuộc tỉnh Mỹ Tho.
Ngày 1 tháng 1 năm 1900, Toàn quyền Đông Dương Paul Doumer thực hiện Nghị định ký ngày 20/12/1899 đổi sở tham biện thành tỉnh, cù lao An Hóa vẫn thuộc tỉnh Mỹ Tho gồm hai tổng Hòa Quới và Hòa Thinh với 26 làng cho đến năm 1945. Năm 1902, (theo Địa chí tỉnh Mỹ Tho) tổng số dân các làng thuộc cù lao An Hóa là 20.000 người.
Năm 1948, cù lao An Hóa được cắt ra khỏi tỉnh Mỹ Tho, sáp nhập vào tỉnh Bến Tre.
Sau hiệp định Geneve, chính quyền Sài Gòn tách cù lao An Hóa ra khỏi tỉnh Bến Tre, nhập lại tỉnh Mỹ Tho, cho đến năm 1956, khi thành lập tỉnh Kiến Hòa mới nhập cù lao An Hóa về lại tỉnh Kiến Hòa (đổi tên tỉnh Bến Tre).

## Hành chính
Cù Lao An Hóa bao gồm một phần huyện Châu Thành và huyện Bình Đại.